# Карамај
Карамај (克拉玛依) град је Кини у покрајини Синкјанг. Према процени из 2009. у граду је живело 200.674 становника.

## Становништво
Према процени, у граду је 2009. живело 200.674 становника.
| 1990.  | 2000.   | 2009    |
| ------ | ------- | ------- |
| 92.995 | 143.615 | 200.674 |